# Wincenty Michalczewski
Wincenty Michalczewski vel Wincenty Jane vel Witold Romeyko pseud.: Mir, Cel (ur. 25 stycznia 1909 w Przytyku, zm. 1999) – kapitan uzbrojenia Wojska Polskiego, Polskich Sił Zbrojnych i Armii Krajowej, cichociemny.

## Życiorys
Po ukończeniu Państwowej Średniej Szkoły Technicznej Kolejowej i zdaniu matury w 1929 roku rozpoczął pracę w Powiatowym Zarządzie Drogowym w Łucku jako technik. W latach 1931–1932 uczył się w Szkole Podchorążych Rezerwy Piechoty.
We wrześniu 1939 roku dostał przydział mobilizacyjny do rzeszowskiej filii fabryki H. Cegielski Spółka Akcyjna w Poznaniu. Następnie służył w Szefostwie Uzbrojenia Okręgu Korpusu Nr X. 22 września przekroczył granicę polsko-węgierską. Został internowany na Węgrzech. W lutym 1940 roku znalazł się we Francji, gdzie został skierowany do Rezerwowego Obozu Wyszkolenia Oficerów (ROWO) w Camp de Carpiagne i w Vichy, następnie służył w Legii Oficerskiej. W czerwcu 1940 roku dostał się do Wielkiej Brytanii, gdzie służył kolejno w 23 batalionie kadrowym strzelców 8 Brygady Kadrowej Strzelców, Brygadzie Szkolnej i w załodze pociągu pancernego „Exetern”.
Zgłosił się do służby w kraju. Po przeszkoleniu w dywersji został zaprzysiężony 28 lipca 1942 roku i przeniesiony do Oddziału VI Sztabu Naczelnego Wodza. Zrzutu dokonano w nocy z 3 na 4 września 1942 roku w ramach operacji „Measles”, którą dowodził kpt. naw. Mariusz Wodzicki. W tej samej ekipie zostali zrzuceni również: ppor. Jan Grycz „Dziadzio”, por. Julian Kozłowski „Cichy”, por. Kazimierz Smolski „Sosna”, kpt. Wacław Zaorski „Ryba” i mjr Wiktor Zarembiński „Zrąb”.
Po skoku Michalczewski otrzymał przydział do Oddziału IV Kwatermistrzowskiego sztabu Obszaru Lwowskiego AK na stanowisko szefa uzbrojenia obszaru. 17 kwietnia 1943 roku został aresztowany przez gestapo w lokalu „Zręba” we Lwowie. We wrześniu 1943 roku został wywieziony do obozu koncentracyjnego Auschwitz-Birkenau, skąd 8 listopada 1943 roku przeniesiono go do obozu Mauthausen-Gusen.
5 maja 1945 roku został wyzwolony, 17 maja przybył do Wielkiej Brytanii. W 1948 roku powrócił do Polski. W latach 1949–1954 pracował jako kierownik grupy robót w Kieleckim Przedsiębiorstwie Budownictwa Przemysłowego w Radomiu, odbudowywał fabrykę broni. Od 1955 roku pracował jako główny inżynier inwestycji w Cementowni „Przyjaźń” w Wierzbicy. Od 1961 roku pracował w Dziale Inwestycji Przedsiębiorstwa Projektowania i Dostaw Inwestycyjnych oraz Transportu Technologicznego i Składowania „Techmatrans” w Radomiu jako starszy projektant.
W 1957 roku ukończył studia w zakresie budownictwa Politechniki Warszawskiej. W 1974 roku przeszedł na emeryturę.

## Odznaczenia i nagrody
- Krzyż Srebrny Orderu Virtuti Militari nr 13334[1]
- Krzyż Walecznych
- Złoty Krzyż Zasługi (1956) – „za zasługi w pracy zawodowej w dziedzinie budownictwa przemysłowego”[2]
- Srebrny Krzyż Zasługi – dwukrotnie, w tym w 1952 roku: „za zasługi w pracy zawodowej”[3] i w 1953 roku: „za zasługi w pracy zawodowej w dziedzinie budownictwa przemysłowego”[4]
- Krzyż Oświęcimski
- Nagroda Państwowa III stopnia w dziedzinie postępu technicznego.

## Życie rodzinne
Był synem Józefa, rymarza, i Eleonory z domu Katus. W 1943 roku ożenił się z Aliną Jan (1911–1979), z którą miał córkę Krystynę (ur. w 1938 roku).